# 五塔岩石塔
五塔岩石塔，位于中国福建省南安市官桥镇竹口村龙水山，为一个省级文物保护单位，类型为古建筑，为第四批福建省文物保护单位，公布时间为1996年9月2日。
五塔岩石塔的历史年代为宋。